# Nisei
Nisei (jap. 二世 – „drugie pokolenie”) – osoba pochodzenia japońskiego urodzona na terenie Ameryki Północnej (głównie w Stanach Zjednoczonych) lub Ameryki Południowej.
Rodzice Nisei (emigranci z Japonii) są nazywani Issei (jap. 一世 – „pierwsze pokolenie”). Kolejne pokolenia są kolejno numerowane w języku japońskim.

## Historia
Pierwsza zorganizowana grupa japońskich emigrantów osiedliła się w Meksyku w 1897 r. Później znaczne społeczności migrantów rozwinęły się w Brazylii, Stanach Zjednoczonych, Kanadzie i Peru. Największą spośród nich stała się ta brazylijska i obejmuje dziś 1,5 miliona Brazylijczyków – jest to największa społeczność japońskich migrantów poza samą Japonią. Migranci, którzy osiedlali się w Brazylii byli również określani mianem Nipo-brasileiros.
W latach 30. XX wieku słowo Issei weszło do powszechnego użycia i zastąpiło termin ijusha (jap. „imigrant”). Nisei jest szablonowym tworem od tego wyrazu.